# 18803 Хілларіоус
18803 Хілларіоус (18803 Hillaryoas) — астероїд головного поясу, відкритий 12 травня 1999 року.
Тіссеранів параметр щодо Юпітера — 3,586.